# رودولف مانگ
رودولف مانگ (آلمانی: Rudolf Mang; ۱۷ ژوئن ۱۹۵۰ – ۱۲ مارس ۲۰۱۸) وزنه‌بردار اهل آلمان بود.
وی در مسابقات کشوری و بین‌المللی در مجموع برندهٔ ۳ مدال نقره، ۲ مدال برنز شده‌است.